# Costume (rivista)
Costume è stata una rivista di politica e cultura pubblicata dal 1945 al 1946. 

## Storia editoriale
Fu fondata a Milano nel 1945 da Edgardo Sogno, diplomatico e partigiano di fede monarchica, e da Angelo Magliano. La rivista, il cui primo numero porta la data del 21 aprile, ristampa di un precedente fascicolo uscito clandestinamente negli ultimi giorni della Repubblica di Salò, trattava argomenti politici e culturali. Pubblicò anche alcuni saggi critici sul fascismo, sui rapporti tra cattolicesimo e cultura, oltre a recensioni, notiziari, testi di poesia e narrativa italiana e straniera. 
Era sostenuta da un gruppo di intellettuali di fede politica diversa, in prevalenza liberal socialista e cattolico progressista, impegnati per il rinnovo del costume politico e morale degli italiani dopo la dittatura fascista, secondo i valori maturati nella Resistenza.
Nel 1946 a Sogno e Magliano si affiancò nella direzione lo scrittore Enrico Emanuelli che, precedentemente, aveva già collaborato alla rivista La Libra di Mario Bonfantini. Nel suo secondo anno, Costume ridusse il formato, abbandonò la cadenza quindicinale, comunque irregolare, che aveva avuto nel primo anno, per assumere una periodicità bimestrale, e  un nuovo sottotitolo Rivista bimestrale di cultura.
Emanuelli, dopo l'euforia e l'ottimismo ingenuo che avevano caratterizzato i primi fascicoli, cercò di arricchire e approfondire il contenuto culturale del periodico che, però, ormai isolato e incapace di partecipare al dibattito che si andava sviluppando in Italia, fu costretto poco dopo a interrompere le pubblicazioni: l'esperienza di Costume ebbe fine con il terzo numero (maggio-giugno) del 1946.

## Collaboratori

Arrigo Benedetti

Tra i collaboratori di tendenza liberal socialista possiamo citare il giornalista Gaetano Baldacci, futuro editore del quotidiano Il Giorno, il giornalista e scrittore Arrigo Benedetti, già direttore del settimanale Oggi e poi dell'Europeo e dell'Espresso, lo scrittore e insegnante Manlio Cancogni, il filosofo Aldo Capitini, vicino al pensiero nonviolento di Ghandi, l'ebreo antifascista Umberto Segre, lo scrittore e poeta Sergio Solmi.
Tra i cattolici progressisti o di sinistra, possiamo ricordare i nomi del critico letterario Carlo Bo, del presbitero don Primo Mazzolari, figura importante del cattolicesimo italiano della prima metà del Novecento, anticipatore di alcuni temi dottrinari e pastorali che saranno oggetto del Concilio ecumenico Vaticano II, del giornalista e scrittore Giancarlo Vigorelli.
Oltre ai nomi citati, da segnalare gli scritti di Corrado Alvaro e Mario Luzi, le poesie di Attilio Bertolucci, Salvatore Quasimodo e del surrealista francese Paul Éluard.
Tra gli autori delle illustrazioni che comparvero sulla rivista abbiamo pittori quali Renato Birolli, Domenico Cantatore, Carlo Carrà, Giuseppe Migneco, Cesare Peverelli, Italo Valenti e altri